# Sialaman
Sialaman is een bestuurslaag in het regentschap Tapanuli Selatan van de provincie Noord-Sumatra, Indonesië. Sialaman telt 384 inwoners (volkstelling 2010).